# テオドア・ホルムスキヨル

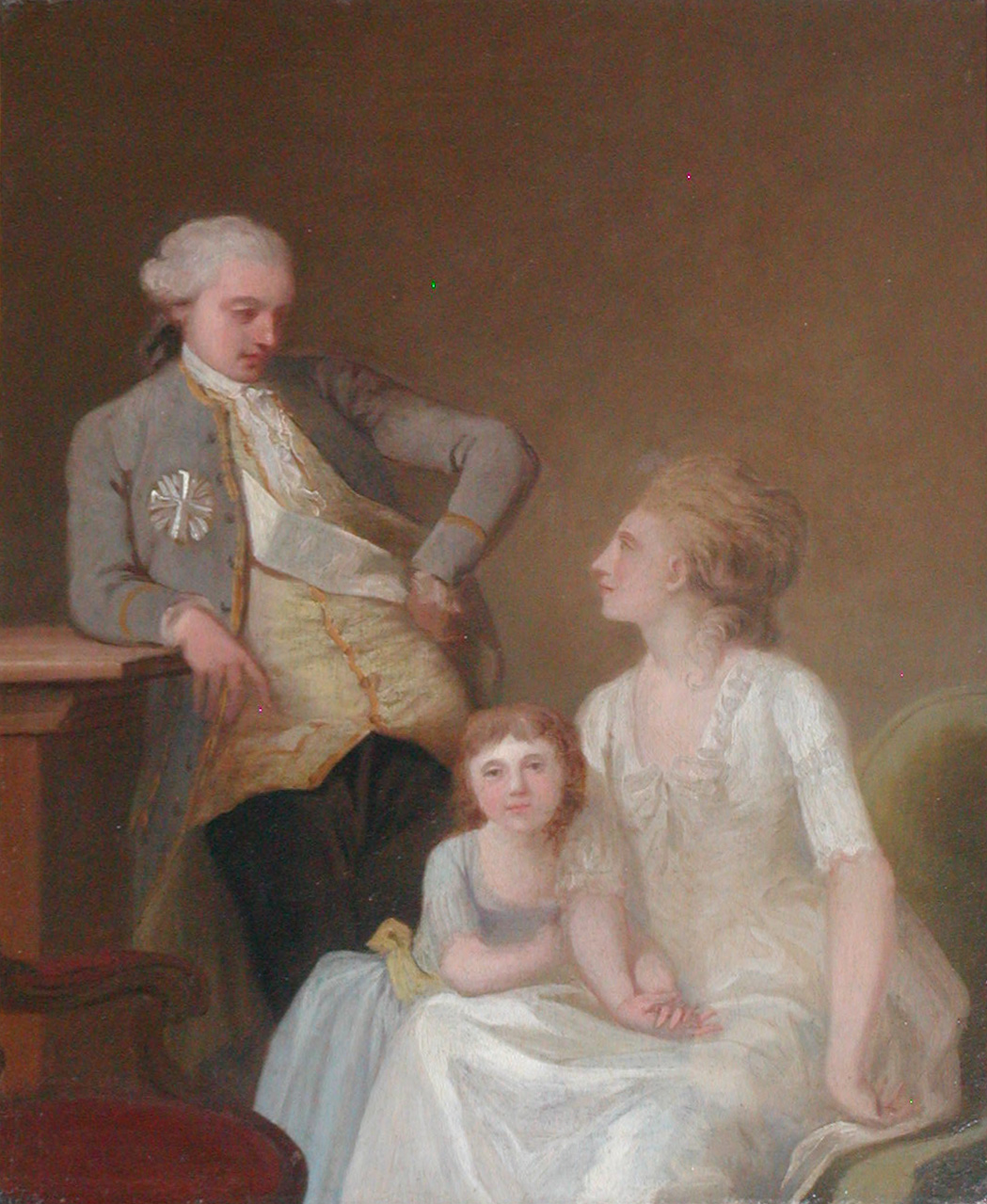
ホルムスキヨルと家族の肖像画
(画）イエンス・ユール

テオドア・ホルムスキヨル（Johan Theodor Holmskiold 、1731年6月14日 – 1793年9月15日）はデンマークの植物学者、役人である。

## 略歴
フュン島のニュボー（Nyborg）に外科医師の息子に生まれた。父親とコペンハーゲン大学で医学を学んで、1760年に卒業した。在学中に3年間に渡って、教授のロットボル（Christian Friis Rottbøll）とともに師の費用でヨーロッパを旅した。ドイツやオランダ、フランスの大学を訪れ、多くの同時代の学者と交流し、ライデン大学やパリ大学では後に標本館をつくるもとになった標本を入手した。
1762年にソレ・アカデミーの医学と自然史の教授となり、1765年まで務めた。ソレ・アカデミーに植物園をつくり、役人として働くことになったためと、植物学の興味から、医者として働くことはやめた。
1767年にコペンハーゲンで郵便事業の管理者に任じられ、その仕事は没するまで続けた。1772年から王太后ユリアーネ・マリーの秘書官を務めた。王太后から信頼を受けたホルムスキヨルは、 化学者、鉱物学者のフランツ・ヘンリック・ミュラーを招き、デンマークで初の硬質磁器を完成させて、王室御用達窯、「ロイヤルコペンハーゲン」の運営の責任者も務めた。
1778年に、シャーロッテンボー宮殿に統合拡充された、コペンハーゲン大学植物園の園長の一人になった。（王室と大学がそれぞれ園長を指名するシステムがとられた。）大学の指名した園長は旧師のロットボルであった。王室の評価は高まり、1781年にナイト、1884年にGehejmerådの爵位を受けた。
植物学者としては菌類に関する著作、"Beata ruris otia fungis Danicis Impensa" の著者として知られ、2巻の著者は1790年と1796年に出版されたが、研究は郵便事業の仕事に就く前に行われたものであった。ホルムスキヨルが解説を書き、画家のJohan Neandeが図版を描いた。74の種が記載され、そのうちの50あまりの種は新種であった。この著作をスウェーデンの博物学者、アンデシュ・ヤハン・レチウスは絶賛し、レチウスはシソ科の植物の属名、Holmskioldia、にホルムスキヨルの名前を命名した。

## 著書の図版

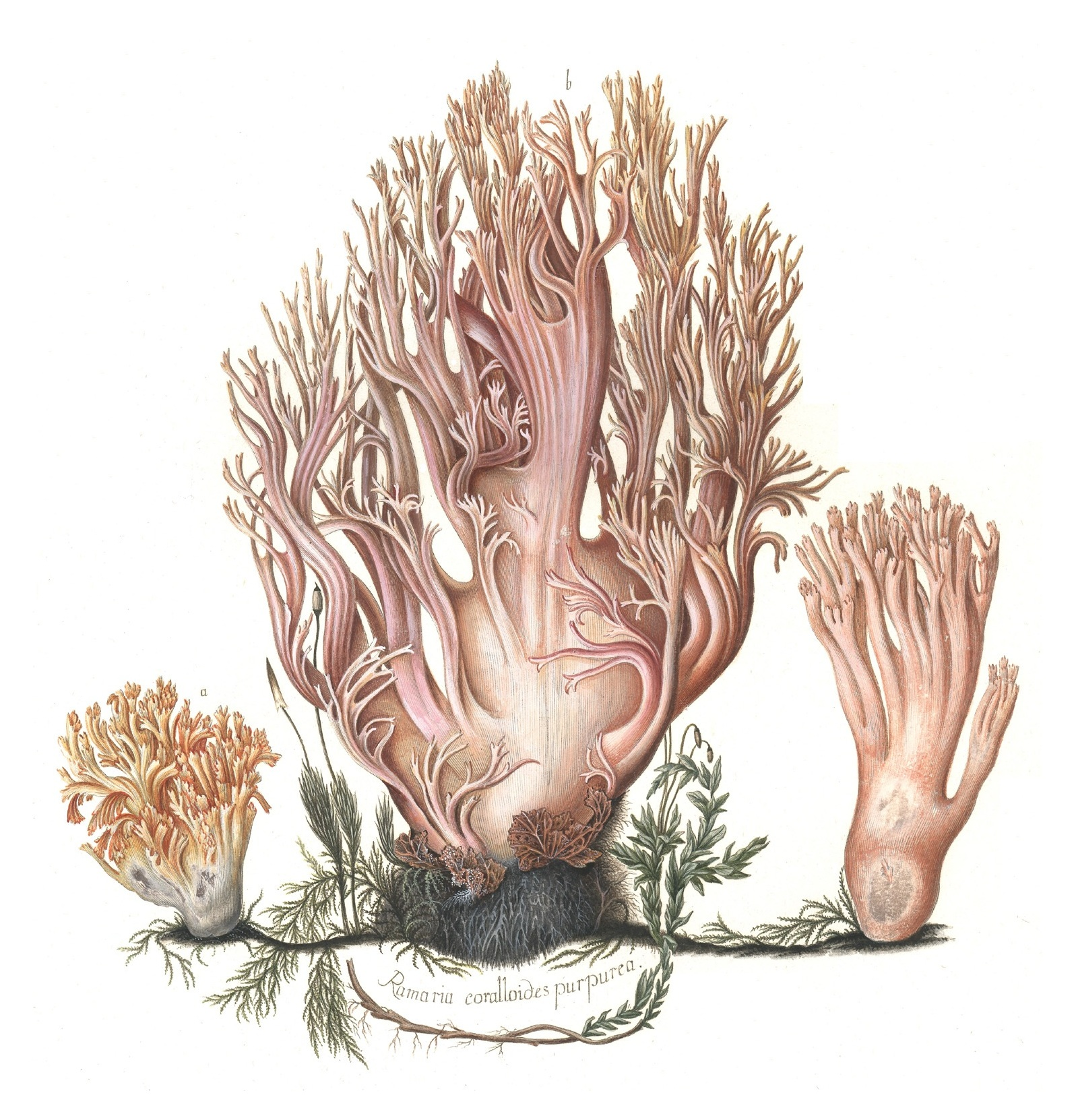
Ramaria Corralloides Purpurea
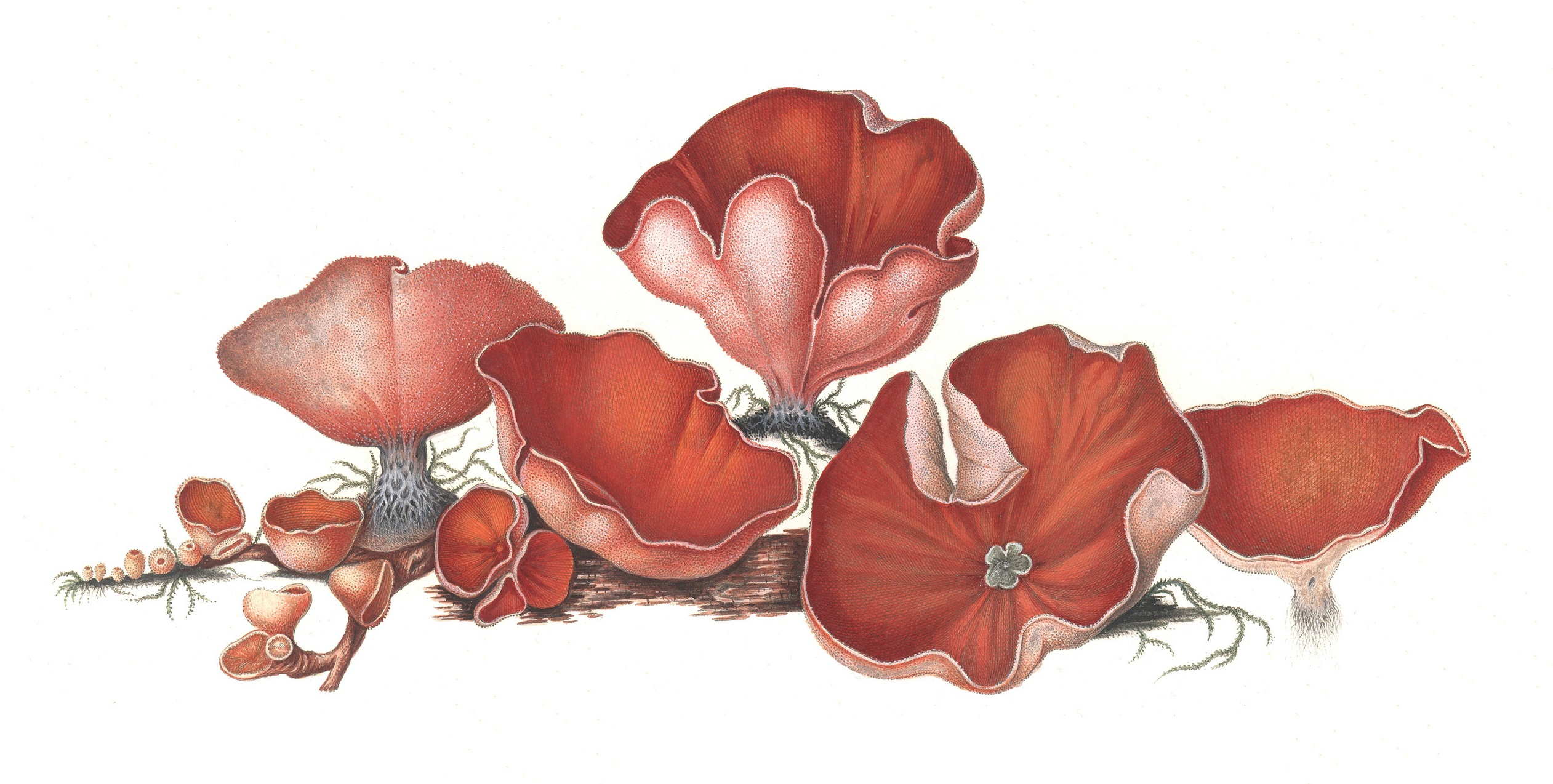
Peziza Dichroa
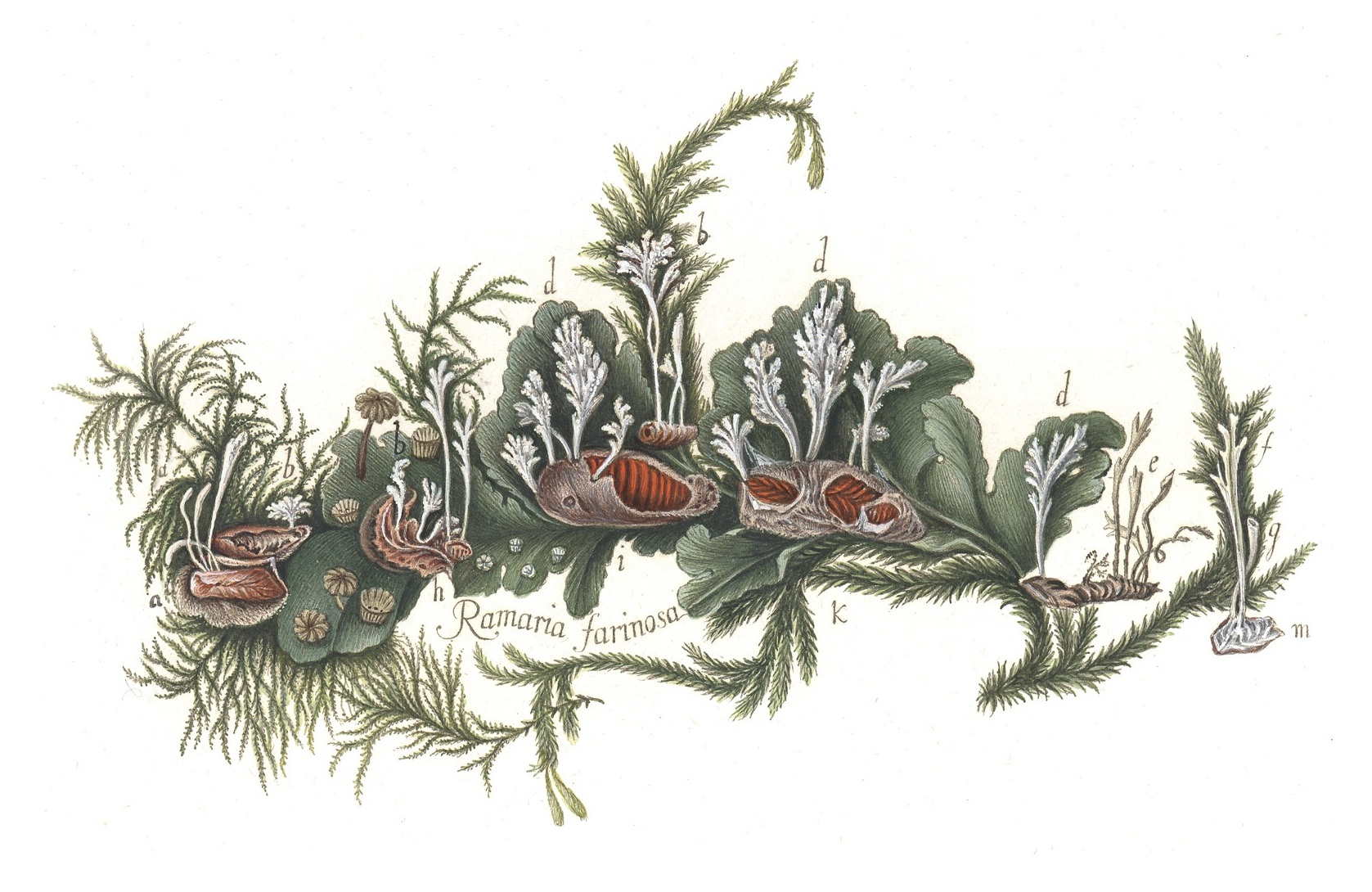
Ramaria farinosa
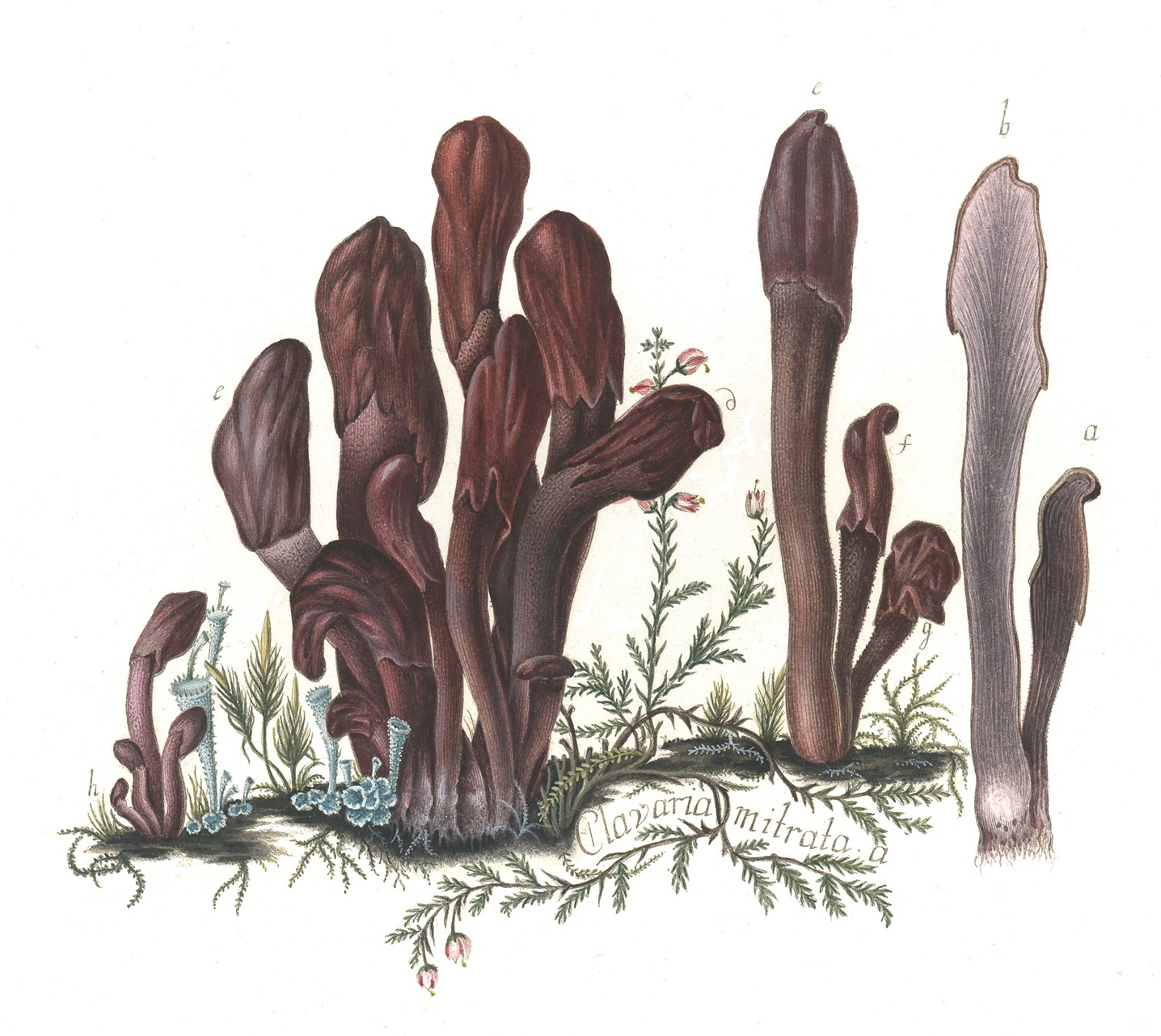
Clavaria Mitrata